# Querschläger (Band)
Querschläger ist eine österreichische Dialektband im Bereich der Neuen Volksmusik.

## Geschichte
Die Band wurde 1990 gegründet und stammt aus dem Lungau (Land Salzburg). Die Band hatte ihren ersten Auftritt am 1. September 1990 beim Goldegger Blues- und Folk Festival. Frontman Fritz Messner (Gesang, „G’schichtln“) sieht seine Wurzeln in der Radiomusik der frühen 1970er-Jahre mit Blues, Folk und Rock.
Die Band trat mit dem Kabarettisten Josef Hader auf, sowie mit Otto Schenk und Hanns Meilhamer beim Sternenzelt-Festival, und mit der bayrischen Biermösl Blosn beim kulturpolitischen Aschermittwoch in Ried. Sie arbeitete bei dem Theaterprojekt Die Fabrik mit. 2007 trat sie beim Donauinselfest auf.

## Stil, Themen
Die Band vereinigt ein Stilgemisch aus Blues, Rock, Funk, Jazz und Ethnomusik bis hin zu Jodler und Gstanzl. Bei den Auftritten verbindet und erläutert sie einzelne Lieder in sogenannten „G’schichtln“, teils kabarettistisch und teils im Dialog mit dem Publikum. Die Liedtexte und „G’schichtln“ der Band werden in österreichischem Dialekt vorgetragen.
Die Band skizziert die Menschen und das Leben ihrer Umgebung, Denkweisen, den Fortschritt, die lokale und europäische Politik. Sie fragt: „Muss ich da überall dabei sein und muss ich alles gut finden, ohne ‚den Zug‘ für ein erfülltes Leben zu verlieren?“. Themen sind etwa die Unfähigkeit, mit sich etwas anzufangen ohne Hightech-Ausrüstung und Profiberatung (Schwammerl Brocking Talking Blues) oder das „letzte Feld des wirklich Mann-Seins“ (Autobahn). Das Stück Irbat beschreibt, wenn es „uns einmal nicht so gut geht“.

## Diskografie

### Alben
- fedang & stoa spezial 2016 / 3-fach-CD / 2016
- da spielmånn & da teife und da toad / Doppel-CD / 2015
- soweitsoguat / CD / 2012
- spiaglliada Doppel-CD / 2009
- hoamat|welt Doppel-CD / 2007
- lungoland X / Doppel-DVD / 2006
- live is lebendeg / 3-fach-CD / 2005
- schåttseitnkind / CD / 2004
- zwischn schwåchz & weiß CD / 2003
- fedang & stoa / Doppel-CD / 2002
- wåssa va da mur / CD / 2000
- auswächts / CD / 1998
- lungoland / CD / 1997
- anach anach / CD / 1996